# Anyone (canción de Demi Lovato)
«Anyone» es una canción interpretada por Demi Lovato. La interpretó por primera vez en la 62.ª edición de los Premios Grammy el 26 de enero de 2020, su primera actuación después de sufrir una sobredosis en julio de 2018. Ese mismo día, Island y Hollywood Records la publicaron en medios digitales como sencillo. Está presente como la canción que da inicio al álbum Dancing with the Devil... the Art of Starting Over (2021).

## Antecedentes
Lovato grabó "Anyone" en Montana, luego de establecer un campamento de estudio con el fin de escribir canciones para su siguiente álbum. Mencionó que, «cuando la estaba grabando, la escuché de nuevo e interpreté la letra como un grito de ayuda [...] Incluso pienso que estaba grabándola en un estado mental en donde sentía que estaba bien, pero era claro que no». Cuatro días después, el 24 de julio de 2018, Lovato sufrió una sobredosis y fue hospitalizada por dos semanas. Mientras estaba en el hospital, recuerda haber pensado: «si algún día salgo de esta, quiero cantar esta canción». Reveló por primera vez el título del sencillo en una entrevista con Zane Lowe para el programa Beats 1 de Apple Music el 24 de enero de 2020, en donde anunció que la presentaría en la 62.ª edición de los Premios Grammy. Olivia Truffaut-Wong de la revista Bustle comparó «Anyone» con «Skyscraper» (2011), otra canción de Lovato que también fue considerada su regreso musical después de su permanencia en un centro de tratamiento por problemas con bulimia y autolesión en 2010.
"Anyone" es una balada de piano. Bryan Rolli de la revista Forbes opinó que la letra trataba sobre los «sentimientos de soledad y agonía» de la cantante, como se ejemplifica en el estribillo: «Anyone, please send me anyone, Lord, is there anyone?, I need someone» (Alguien, por favor envíenme a alguien, Dios, ¿hay alguien?, necesito a alguien).

## Interpretaciones en directo
El 24 de enero de 2020, la Academia Nacional de Artes y Ciencias de la Grabación anunció en redes sociales que Lovato se presentaría en la 62.ª edición de los Premios Grammy. Demi confirmó la noticia en su cuenta de Instagram, en donde comentó que: «les dije que la próxima vez que escucharan hablar de mí, estaría cantando». Revistas como Billboard y Rolling Stone informaron que sería la primera interpretación en vivo de Lovato en casi dos años, luego de su sobredosis en julio de 2018. Diez días después, anunció en una entrevista con Zane Lowe para el programa Beats 1 de Apple Beats que cantaría "Anyone". Acerca de la presentación, dijo que: «Solo quiero llegar y contar mi historia. Y tengo tres minutos para hacerlo. Así que haré lo mejor que pueda. Solo contaré una fracción de mi historia, pero sigue siendo una pequeña parte, y es suficiente para demostrarle al mundo donde he estado».
Lovato interpretó "Anyone" en la 62.ª ceremonia de los Premios Grammy que se llevó a cabo en el Staples Center de Los Ángeles en California el 26 de enero de 2020, luego de ser presentada por la directora de cine Greta Gerwig. Llevó puesto un vestido blanco y fue acompañada por un pianista. Mientras interpretaba los primeros versos, su voz se quebró, por lo que se detuvo un momento y reinició la presentación. Mientras seguía cantando, lloró en algunos puntos y cantó las líneas «Is there anyone? / I need someone» en un registro vocal alto. Tras finalizar la presentación, recibió una ovación de pie por parte de la audiencia. "Anyone" estuvo disponible para descarga digital y en servicios de streaming después de la actuación, y su vídeo con letra fue publicado en YouTube.
Claire Shaffer y Elias Leight de Rolling Stone notaron que la presentación siguió «sin problemas» luego de que Lovato empezara de nuevo, mientras que Sandra Gonzalez de CNN alabó la voz de la intérprete, ya que consideró que «entregó una poderosa interpretación vocal». Bianca Gracie de Billboard también dio una reseña positiva, en la que dijo que «la voz de Lovato fue tan potente mientras cantaba las notas altas, cada una con pasión». La presentación fue el momento de la ceremonia más discutido en Twitter, así como uno de los más comentados en Facebook.

## Recepción crítica
La canción recibió la aclamación de la crítica al ser lanzada. El New York Times aclamó a Lovato por haber "emergido en sus últimos años de adolescencia como una estrella del pop con una gran voz y un toque inesperado" y que "Anyone" es una "erupción pensativa, un repique angustioso" que "se mueve lenta y decididamente, y no totalmente constante, que es el punto - la recuperación no es una línea recta". El dolor aquí es palpable, y Lovato lo maneja como un arma y un escudo. Es intérprete de antorchas para nuestra era moderna, que pide demasiado a los demasiado jóvenes, y no se detiene hasta que los rompe."
Escribiendo para El Atlántico, Spencer Kornhaber elogió la composición lírica y la estructura de Lovato en "Anyone": "La letra es una caída desesperada, una letanía de intentos fallidos de encontrar alivio. "Intenté hablar con mi piano, intenté hablar con mi guitarra", comienza. 'Hablé con mi imaginación / Confié en el alcohol / Intenté e intenté e intenté más / Conté secretos 'hasta que mi voz se puso dolorida'. Continúa cantando que se sentía tonta por rezar, que sus deseos sobre las estrellas fugaces eran en vano, que incluso con 'cien millones de historias / y cien millones de canciones / me siento estúpida cuando canto / nadie me escucha.'" Kornhaber también señaló que Lovato en «Anyone» es notable en cómo representa la desesperanza a pesar de la vulnerabilidad: "¿Quién admite [Me siento estúpido cuando canto]? Ciertamente no estrellas como Lovato, que venden la idea de la música como una herramienta de autoayuda y un arma de dominación. Cuando muestran debilidad, es para fortalecerse. Pero Lovato dice que la vulnerabilidad no la ha llevado a ninguna parte. Los fanes y los entrenadores de sobriedad y la fe en Dios y en la música misma, no fueron un recurso en su peor momento. Está cantando en el lenguaje de la desesperanza, una emoción a menudo intrínseca a la adicción y la depresión."
Jason Lipshutz de Billboard se refirió a la canción como un "tema sombrío a propósito que destaca como una de sus baladas más logradas, llevando la vulnerabilidad de canciones como «Skyscraper» y «Stone Cold» a un territorio más oscuro. Me siento estúpida cuando canto / Nadie me escucha / Nadie me escucha, afirma Lovato mientras el piano avanza con dificultad; las palabras, por supuesto, provienen de una de las estrellas del pop más brillantes de la última década, y reflejan una confianza en sí profundamente dañada que puede existir incluso entre la mayor colección de elogios."

## Rendimiento comercial
La canción fue lanzada el domingo por la noche después de la actuación de Lovato en la 62nd Grammy Awards. Según HeadlinePlanet, la canción alcanzó el número 1 en iTunes en la lista de ventas de canciones estadounidenses de todo el género el lunes por la mañana. La canción pasó cuatro días en el número 1 de este gráfico. Lovato también debutó en las listas de Spotify con un millón de transmisiones en todo el mundo. En los Estados Unidos, "Anyone" se aseguró una entrada en el Top 50 de las listas de Spotify, debutando en el número 47, con 478.000 transmisiones en un día. Esta entrada marca el único debut en ese día que llegó al Top 50 de las listas de Spotify de Estados Unidos. Según Variety, "Anyone" fue la canción más descargada en los EE. UU. el día del Grammy con más de 11.500 ventas el día del show y más de 27.000 ventas en las 24 horas siguientes a su actuación, también fue la canción más descargada con más de 1,9 millones de streams. Una actuación en vivo de la 62nd Grammy Awards, que fue publicada en el canal de Lovato en YouTube el 27 de enero, acumuló más de 9 millones de visitas en menos de una semana.
En los Estados Unidos, «Anyone» debutó en el número 34 de la Billboard Hot 100, convirtiéndose en la 30.ª entrada de la carrera de Lovato y su 14.ª canción en el top 40. La canción recibió 7,1 millones de streams de EE. UU. y 1.1 millón de impresiones de la audiencia de radio, y vendió 67.000 descargas, esta última que le permitió debutar en el número 1 de la lista Venta de Canciones Digitales, marcando el primer número uno de Lovato en la tabla.
A nivel internacional, la canción debutó y alcanzó el número 14 en Escocia, mientras que en Irlanda llegó al número 71. Sin embargo, en general en el Reino Unido, debutó en el top 20 del Download Chart. "Cualquiera" también debutó en el número 6 de la tabla de Hot Singles de Nueva Zelanda y en el número 23 de la tabla Australia Digital Tracks.

## Lista de canciones
Digital download and streaming
1. "Anyone" - 3:47
2. "Anyone (Live From The 62nd GRAMMY Awards)" 4:34

## Charts
| Chart (2020)                                | Peak position |
| ------------------------------------------- | ------------- |
| Australia (ARIA)                            | 23            |
| Bélgica (Flandes) (Ultratip Bubbling Under) | 39            |
| Canadá (Canadian Hot 100)                   | 64            |
| Irlanda (IRMA)                              | 71            |
| Países Bajos (Single Tip)                   | 27            |
| Nueva Zelanda (RMNZ)                        | 6             |
| Escocia (Scottish Singles Sales Chart)      | 14            |
| Reino Unido (UK Download Chart)             | 20            |
| Estados Unidos (Billboard Hot 100)          | 34            |
| Estados Unidos (Rolling Stone Top 100)      | 23            |

## Release history
| Región    | Fecha               | Formato                | Sello  | Ref.   |
| --------- | ------------------- | ---------------------- | ------ | ------ |
| Varios    | 26 de enero de 2020 | Digital download       | Island |        |
| Australia | 29 de enero de 2020 | Contemporary hit radio | Island | [ 39 ] |